# 渤海鳥屬
渤海鳥屬是反鳥亞綱鳥類中體型較大的成員，化石發現自中國遼寧建昌縣喇嘛洞鎮的義縣組，模式種是郭氏渤海鳥（Bohaiornis guoi）。屬名取自發現地附近的渤海海域，種名則為化石標本捐贈者的姓氏。其化石標本早在 2009 年就已被描述過，但描述不夠完整，因此其學名當時被視為無資格名稱，目前收藏於遼寧古生物博物館（編號 LPM B00167），是一具近乎完整（唯缺少頭骨後部）的化石，測得全長約 35.7 公分（含尾羽），推測可能屬於亞成體。

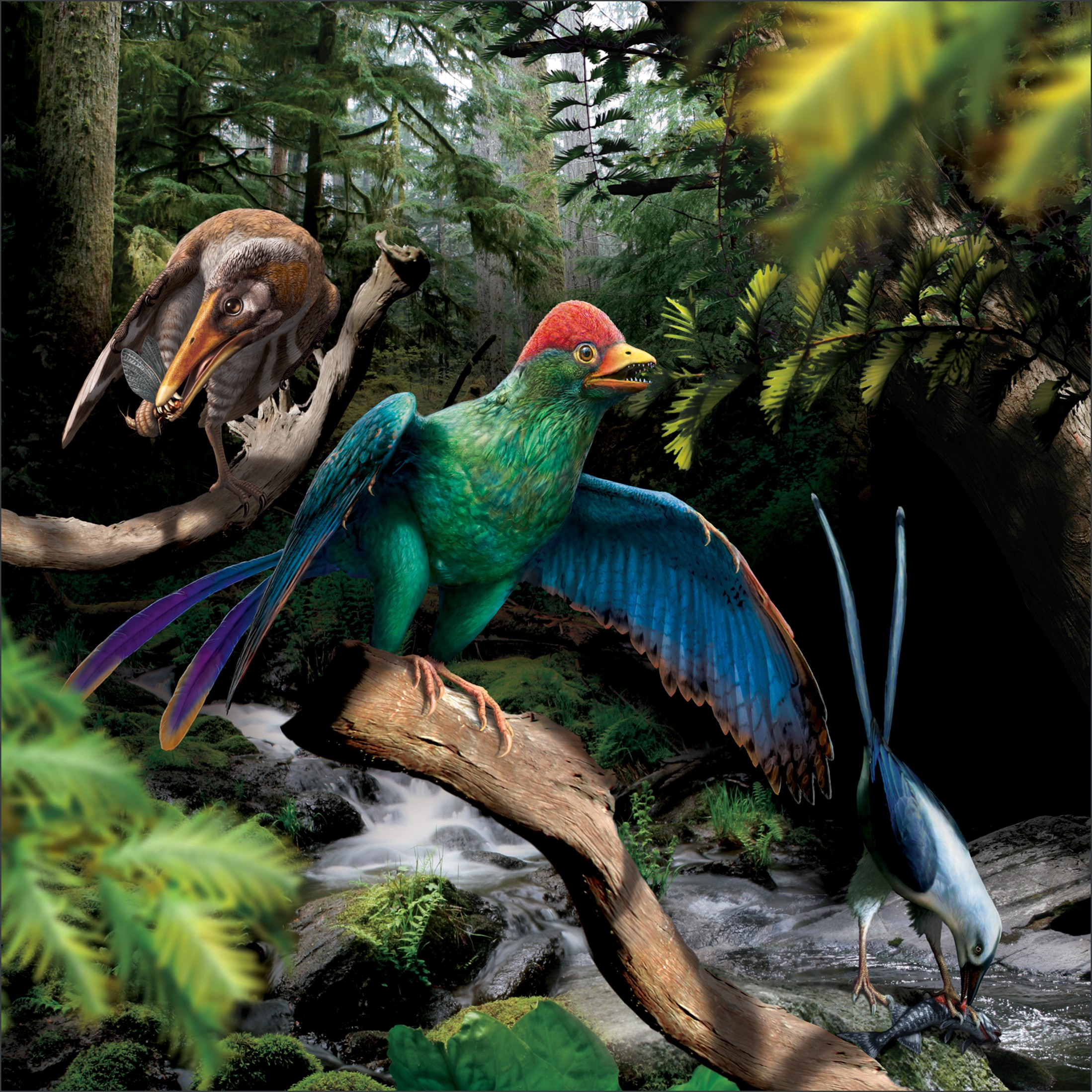
反鳥類復原圖，長翼鳥屬（左）、渤海鳥屬（中）和鵬鳥屬（右）